# Finlands Apotekareförbund
Finlands Apotekareförbund grundades 1897 och handhar apoteksbranschens näringspolitiska frågor. Förbundet ger ut tidningen Terveydeksi.